# سفارة دولة فلسطين لدى إندونيسيا
سفارة دولة فلسطين لدى إندونيسيا هي الممثلية الدبلوماسية العُليا لدولة فلسطين لدى إندونيسيا، تأسست في 19 أكتوبر 1989. تقع السفارة في منطقة مينتينج في جاكرتا.